# Helene von Beichlingen
Helene von Beichlingen, geborene Burggräfin von Meißen (* 1360 auf Burg Hartenstein; † 13. Juli 1393 in Kölleda) war die Tochter von Burggraf Meinher V. von Meißen aus dem Geschlecht der Meinheringer und der Gräfin Sophie von Schwarzburg. Sie heiratete 1389 auf Burg Hartenstein Graf Friedrich XIV. von Beichlingen-Wiehe (* um 1350 in Beichlingen, Thüringen; † 15. Juni 1426 in Aussig, Böhmen), Sohn des Grafen Heinrich IV. von Beichlingen (1313–1386) und der Gräfin Sophia von Regenstein (1324–1366). Beider Sohn Friedrich wurde etwa 1390 geboren und ist in der Schlacht bei Aussig genau drei Tage vor seinem Vater am 12. Juni 1426 gefallen.

## Grabmonument
Helenes Grabplatte mit einem steinernen, figürlichen Flachrelief findet sich heute noch in Kölleda. In der Inschrift heißt es u. a.:

“Anno domini MCCCXCIII … obiit Domina Helena comitissa in Bichlingen et … filia dominus Maynhardi Borggraf de Missena”

„Im Jahr 1493 … verstarb Frau Helena Gräfin in Beichlingen und … Tochter des Herrn Maynhard Burggraf von Meißen.“

Neben der Gräfin finden sich Wappen und zwei kleine betende Gestalten dargestellt, hierbei handelt es sich um zwei Kinder, die zusammen mit ihrer Mutter in der Johanneskirche zu Kölleda beigesetzt wurden. Eine Graböffnung im Jahr 1828 bestätigte diese Vermutung.